# 타시슴
타시슴(프랑스어: Tachisme)은 1940년대, 1950년대에 대중화된 프랑스 양식의 추상회화 이념이다. 이 용어는 1951년 운동과 관련되어 처음 사용되었다.
이 이념은 1954년 비평가 샤를르 에스틴느가 주창하였으며 타시(얼룩：色斑)에 의한 오토매틱한 제작을 특징으로 한다. 그림물감의 비말(飛沫), 점적(點滴), 번짐 등 우연적인 효과에 의해 의식적인 묘화를 넘어서려고 하는 점, 즉 앵포르멜로 통하는 데가 있는데 원래 프로타주나 데칼코마니의 기법을 개척한 쉬르레알리슴에 의한 현대 회화로의 접근이라 생각할 수 있다.

## 화가
- 장 포트리에 (1898–1964)
- 루초 폰타나 (1899–1968)
- 앙스 아르퉁 (1904–1989)
- 조르주 마티외 (1921–2012)

## 같이 보기
- 프랑스의 미술
- 추상표현주의
- 액션 페인팅
- 에콜 드 파리

## 참고 문헌
- Chilvers, Ian; A dictionary of twentieth-century art 보관됨 2007-09-29 - 웨이백 머신 옥스퍼드 ; 뉴욕 : 옥스퍼드 대학교 Press, 1998 ISBN 0-19-211645-2
- Tapié, Michel; Un art autre où il s'agit de nouveaux dévidages du réel 보관됨 2007-09-29 - 웨이백 머신 파리 (프랑스), Gabriel-Giraud et fils, 1952 온라인 컴퓨터 도서관 센터 1110556
- Tiampo, Ming. Gutai and Informel Post-war art in Japan and France, 1945—1965. (Worldcat link:  보관됨 2007-09-29 - 웨이백 머신) (Dissertation Abstracts International, 65-01A) ISBN 0-496-66047-0, ISBN 978-0-496-66047-6